# پسیغات
پسیغات (به انگلیسی: Pasighat) یک منطقهٔ مسکونی در هند است که در بخش سیانگ شرقی واقع شده‌است. پسیغات ۱۴٫۶۰ کیلومتر مربع مساحت و ۲۴٬۶۵۶ نفر جمعیت دارد و ۱۵۲ متر بالاتر از سطح دریا واقع شده‌است.